# Hugo Loersch

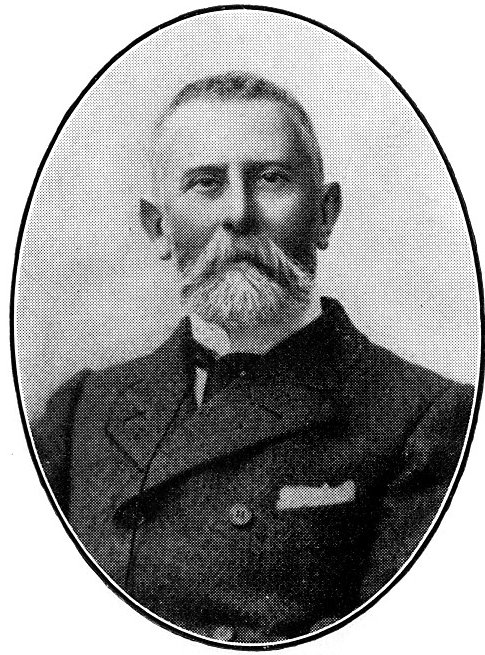
Hugo Loersch.

Hugo Loersch, född 20 juli 1840 i Aachen, död 10 maj 1907 i Bonn, var en tysk jurist och rättshistoriker.
Loersch blev 1873 extra ordinarie och 1875 ordinarie professor i preussisk och fransk civilrätt vid Bonns universitet. Han utgav åtskilliga skrifter, av vilka kan nämnas Weistümer der Rheinprovinz (I, 1900; i "Publikationen der Gesellschaft fur Rheinische Geschichtskunde").